# جائزة روسيا الكبرى
جائزة روسيا الكبرى (بالروسية: Гран-при России)‏ ( (بالروسية: Гран-при России)‏ ) هو سباق سيارات سنوي يقام في سوتشي أوتودروم - حلبة شوارع بنيت حول الحديقة الأولمبية في سوتشي ، روسيا ، كجزء من بطولة العالم للفورمولا ون .
أقيم السباق لأول مرة لفترة وجيزة في 1910s في سانت بطرسبرغ للإمبراطورية الروسية . تم وضع الخطط لاستضافة حدث فورمولا 1 في موسكو لموسم 1983 كالجائزة الكبرى للاتحاد السوفيتي ، لكن هذه الخطط فشلت. في عام 2010 ، أُعلن رسميًا أن مدينة سوتشي الروسية ، التي كانت تستعد أيضًا لاستضافة دورة الألعاب الأولمبية الشتوية لعام 2014 ، ستستضيف حدثًا جديدًا على تقويم الفورمولا واحد ، بدءًا من عام 2014 بموجب صفقة مدتها سبع سنوات.
سباق الجائزة الكبرى الروسي ملاحظ أنه لم يفز به سوى مرسيدس . 

## روابط خارجية
- "سباق الجائزة الكبرى للفورمولا 1 يشعل دربًا حول الحديقة الأولمبية في سوتشي"